# 鯨 (配音員)
鯨（本名、舊藝名：松本 和香子，1960年4月1日—），日本女性配音員、演員。出身於東京都。81 Produce所屬。身高164cm。B型血。

## 簡歷、人物
現用藝名是由千葉繁所命名。
除了從事配音工作之外，並以演員的身分參加電視、舞台的演出。此外立木文彥因為跟她同屬同一個劇團，所以2人經常一起共演。
2011年10月25日在自身的Twitter發表結婚的消息。

## 演出

### 電視動畫
1991年
- 快樂的嚕嚕米一家 冒險日記（女王）

1992年
- 妙廚老爹（荒岩勝代）
- 蠟筆小新（阿姨）
- 小小男子漢（人妖）
- 亂馬½ 熱鬥篇

1995年
- 愛天使傳說（ナン魔）
- 艾莉絲偵探局（八戒）
- 秀逗魔導士（女房）
- 忍者亂太郎（超級崇洋姊姊）
- 羅密歐的藍天（安維里諾、福斯蒂諾）

1996年
- 鬼太郎 (第4作)（ぐわごぜ）
- 逮捕令（速克達大嬸）

1997年
- 救命戰士Nanosaver（科）
- 超魔神英雄傳（カンプーン）
- 忍企鵝真丸（日语：忍ペンまん丸）（的媽媽）
- 名偵探柯南（塩田平八郎的妻子）
- 夢之蠟筆王國（阿虎小姐）
- 烈火之炎（石島土門的母親）

1998年
- 艾莉絲SOS（奧托公主）
- 聖路美娜女學院（日语：聖ルミナス女学院）（粗壯女性）
- 太陽之子 (BS版)（歐姆羅）
- 羅德斯島戰記 -英雄騎士傳-（蘇米迪）

1999年
- 週刊故事樂園（日语：週刊ストーリーランド）（1999～2000，山田麻里子、發福女、皮耶魯、大地的小僧）[注 1]
- 地球防禦企業（武藤）
- 甜蜜小天使 (1998年版)（蜥蜴）
- ReReRe天才傻鵬（日语：レレレの天才バカボン）（太太）

2000年
- 夢幻天女（小田玖）
- 銀河冒險戰記（烏坦）
- 捍衛者（老奶奶）
- （KONI）
- 哈姆太郎（吉）
- 哆啦A夢 (大山羨代阪)（テツオ）
- 忍者亂太郎（媽媽）

2001年
- 青春草莓蛋（三條露露）
- 銀河冒險戰記 the second stage（烏坦）
- 銀河天使（ミセス·クリマンジュ）
- 烤焦麵包（炭燒麵包）
- 沙漠的海賊！隊長庫珀（日语：砂漠の海賊!キャプテンクッパ）（夫人）
- 熱帶雨林的爆笑生活（老奶奶）
- 逮捕令 SECOND SEASON（速克達大嬸[7]）
- 戰鬥陀螺（信夫）
- 魔法少女貓（日语：魔法少女猫たると）

2002年
- 銀河天使 (第3期)（太太）
- 閃靈二人組（女士、博斯扎爾）
- 火影忍者（大蛇丸）
- 爆鬥宣言大鋼彈（斯魯巴）
- 棋靈王（店員）
- 驚爆危機（哥德貝麗）
- 陸上防衛隊（蜜柑女王）

2003年
- 原子小金剛 (2003年版)（女店主）
- L/R -Licensed by Royal-（日语：L/R -Licensed by Royal-）（托拉）
- 萬花筒之星（女性警察官）
- STRATOS 4（日语：ストラトス・フォー）（調理長）
- 音速小子X（艾拉）
- 忍者亂太郎（姑媽）
- 戰爭程序員白瀨（本木紗英的阿姨）
- 超齡細公主（老婆婆）

2004年
- 怪傑佐羅利（戈爾岡）
- 今日大魔王（女王熊蜂）
- 索斯機械獸IV（老奶奶）
- 抓鬼天狗幫（本的妖怪）
- 忍者亂太郎（老奶奶）
- BURN-UP SCRAMBLE（老奶奶A）
- 棉花糖樂園（奶奶）
- 仙境傳說（近衛兵）

2005年
- 機動新撰組 萌之劍 TV（鬼子母神）
- Keroro軍曹（老鼠星人的橫綱）
- 蜂蜜與四葉草（魁生優子）
- 怪醫黑傑克（野狼大神）
- 怪傑佐羅利（戈爾岡）
- 蟲師（蟲）

2006年
- 銀魂（登勢）
- 地獄少女（下野）
- 飛天小女警Z（園長老師）
- 黑貓（弗雷西亞夫人）
- 神奇寶貝超世代（迷唇姐B）
- 南方小島的小架飛機 柏蒂（日语：南の島の小さな飛行機 バーディー）（派屈克）

2007年
- 結界師（一月）
- 逮捕令 全速前進（速克達大嬸）
- 藍蘭島漂流記（老婆婆）
- 火影忍者疾風傳（大蛇丸）
- 旁邊的兒童 我的火腿組（日语：はたらキッズ マイハム組）（天山禮次郎）
- BAMBOO BLADE（超市大嬸）
- 暮蟬悲鳴時（房東、北條玉枝）
- 名偵探柯南（親友）
- 幸運☆星（女性路人）

2008年
- 我們這一家（男孩子A、乘客）
- CHAOS;HEAD（百瀨克子）
- 神薙（上森的阿姨）
- 全力兔（不高興）
- 哆啦A夢 (水田山葵版)（子）
- 波菲的漫長旅程（多莉）
- 十字架與吸血鬼 CAPU2（小宮砕蔵的母親）
- 世界毀滅 ～毀滅世界的六人～（老闆娘）

2009年
- 阿拉德戰記 ～Slap-up party～（クロガル）
- 蠟筆小新（三原山順子）
- 閃亮雙胞胎（伸子）
- 骷髅13（護士）
- 道子與哈金（美智子夫人）
- 名偵探柯南（床前小百合）
- ONE PIECE（斯薇特琵 、女性）

2010年
- 動物偵探奇魯米（大熊妮妮子）
- 只有神知道的世界（大骷髏·思卡魯）
- 逆轉監督（田沼吾郎的妻子）
- 塔麻可吉！（老奶奶）
- 哆啦A夢 (水田山葵版)（餓鬼大將）

2011年
- 只有神知道的世界II（大骷髏·思卡魯）
- 銀魂'（登勢）
- 戰國少女 ～桃色異傳～（織田信定）
- 日常（靈媒老婆婆、流水麵線的大嬸）

2012年
- SKET DANCE（水神冰見子）
- 戰國Collection（所長）
- 探險托里蘭托（寶隆的母親）
- 火影忍者外傳 李洛克的青春全力忍傳（大蛇丸）
- 爆漫王。3（中井巧朗的母親）
- 農大菌物語 Returns（主婦A）

2013年
- 閃電十一人GO（蒲田静音）
- 只有神知道的世界 女神篇（大骷髏·思卡魯）
- 蠟筆小新（爆炸頭女性）
- SERVANT×SERVICE（顧客、接待人員、店員、遊戲語言、母親、店員、總務）
- 北極熊咖啡（浣熊）
- 閃亂神樂（太妹）
- 槍彈辯駁 希望學園與絕望高中生 THE ANIMATION（大神櫻[8][9]）
- 夜櫻四重奏（四谷菊）

2014年
- 生存遊戲社（學生食堂的阿姨）
- 哆啦A夢 (水田山葵版)（小孩）
- 元氣囝仔（胖次）
- 英雄銀行（日语：ヒーローバンク）（太井珠子）
- 名偵探柯南（矢谷郁代）
- ONE PIECE “3D2Y” 跨越艾斯之死！魯夫與夥伴的誓言（斯薇特琵）

2015年
- 阿松（母親）
- 交給你了！奇蹟貓團（日语：おまかせ!みらくるキャット団）（房東）
- 銀魂°（登勢、登勢♂）
- 蠟筆小新（大條女士）
- 哆啦A夢 (水田山葵版)（阿姨）
- 鲁邦三世 (2015年系列)（媽媽）
- 靈感少女（色貓[10]）

2016年
- 烏龍麵之國的金色毛毬（喜岡富美[11]、小刺猬3、旁白）
- 怪盜Joker（老虎瑪莉）
- 神技·旺達（日语：カミワザ・ワンダ）（小松戴托克斯）
- 在下坂本，有何貴幹？（久保田茂美[12]）
- 石膏男孩（天羽真砂子）
- 火星異種 復仇（吉娜·S·阿西莫娃的母親）
- TO BE HERO（妃）
- 魔法護士小麥R（六天舞夜）
- 未來卡片 戰鬥夥伴DDD（五劍小百合）
- Yuri!!! on ICE（娜塔莉·路羅瓦）

2017年
- CHAOS;CHILD（百瀨克子[13]）
- 銀魂.（登勢）
- 新黑色推銷員（老奶奶）
- 忍者亂太郎（大嬸）
- The SNACK WORLD（日语：スナックワールド）（白雪公主）
- （女將、保健老師）
- BORUTO -火影新世代- NARUTO NEXT GENERATIONS-（大蛇丸）
- 偶像時間星光樂園（テルコ）
- 阿松（第2期）（松代、長毛象、旁白）

2018年
- 龍王的工作！（穿著豹紋衣服的大嬸）
- 伊藤潤二驚選集（沼毛）[14]
- 鬼燈的冷徹 第貳期 其之貳（火車）
- 哆啦A夢（老婦人）
- 龍族拼圖（鐵雄）
- 鬼太郎 (第6作)（2018～2020，縊鬼[15]、猛獁象、寢肥[16]）

2019年
- GO！GO！原子小金剛

2020年
- 索瑪麗與森林之神（蛤蟆婆婆）
- SHOW BY ROCK!! 活力棉花糖!!（ 祖母）
- 織田肉桂信長（旁白）
- 大欺詐師（金始源）
- 阿松（第3期）（松代、旁白）

2021年
- BEASTARS（陸睦）
- 無職轉生～到了異世界就拿出真本事～（人神）
- Fairy蘭丸（園長）
- 我立於百萬生命之上（半獸人女王）
- 魔卡派對（安雅）

2022年
- Estab-Life Great Escape（ドキョー所長）
- 小邪神飛踢X（すず〈牛〉）
- 家裡蹲的日常（媽吉）
- 名偵探柯南 犯人·犯澤先生（店主）
- 戀愛Flops（老闆娘）
- 點滿農民相關技能後，不知為何就變強了。（半獸人）

2023年
- 阿魯斯的巨獸（皇帝）
- 機戰少女Alice Expansion（幽靈）
- 在異世界獲得超強能力的我，在現實世界照樣無敵～等級提升改變人生命運～（社長）
- 無職轉生II～到了異世界就拿出真本事～（人神）
- 百姓貴族（老媽[17]人體測量器、某農戶的阿姨、咖啡廳的牛C）
- 黑暗集會（鬼子母神）
- 超超超超超喜歡你的100個女朋友（馬場杏〈教務主任〉）
- 愛犬訊號（房東）
- 地下忍者（高千穂姐姐）
- 七大罪 啟示錄四騎士（侍女、達拉克）

2024年
- 魔都精兵的奴隸（雷煉[18]）
- 四處貼上吧！小狗（PooPoo[19]）
- 碰之道（武惡）
- Astro Note（老婆婆[20]）
- 異世界自殺突擊隊（阿曼達·華勒[21]）
- 百姓貴族（第2期）（老媽[22]）

2025年
- 青之壬生浪（蛇[23]）
- 異修羅（輪軸的齊雅紫娜[24]）
- 阿松（第4期）（松代[25]）

2026年
- 魔都精兵的奴隸2（雷煉[26]）
- 不虐待我的繼母與繼姐（鴻蔵てる[27]）

### 電影動畫
1996年
- （中年女性）
- 魯邦三世 DEAD OR ALIVE（日语：ルパン三世 DEAD OR ALIVE）

1997年
- 鬼太郎：妖怪午夜棒球（純）

2000年
- 大雄的懷念奶奶（剛田武〈幼年時期〉）

2001年
- 星際牛仔：天國之門（大嬸）

2002年
- 帕盧姆之樹（波薩波薩）

2004年
- 哆啦A夢：大雄的貓狗時空傳（剛田武〈幼少時期〉）

2006年
- 劇場版 怪傑佐羅利：神秘寶藏大作戰（ゴーゴン）

2008年
- 劇場版 火影忍者疾風傳：牽絆（大蛇丸）

2010年
- 劇場版銀魂 新譯紅櫻篇（登勢）

2013年
- 劇場版 空之境界：未來福音（觀布子之母）
- 劇場版銀魂 完結篇 永遠的萬事屋（登勢）

2019年
- 阿松 劇場版（松代）

2022年
- 阿松～希皮波族與閃耀果實～（松代）

2023年
- 阿松～靈魂的章魚燒派對與傳說的夜宿活動～（松代）

### OVA
1994年
- 新·甜心戰士（阿魯佛努）

1995年
- 機械女神R（塞克薩娃娃A）
- 純視聽娛樂 黃金小子（日语：GOLDEN BOY）（家政婦）
- 樂勝！超越女孩（日语：楽勝!ハイパードール）（水母人）

1996年
- Tattoon★Master（日语：タトゥーン★マスター）
- TWIN SIGNAL（B助）

1997年
- 魔法少女梅露露（雌サハギンゲリー）

2002年
- .hack//Liminality（老婆婆）

2005年
- 銀魂「凡事都是打頭最重要所以逞強一點反倒正好～」（登勢）

2008年
- kiss×sis（椿子）
- 幸運☆星OVA (原創的形象與動畫)（女性配角）

2009年
- 珍遊記 -太郎與愉快的朋友們-（日语：珍遊記 -太郎とゆかいな仲間たち-）（山姥）

2011年
- 交響曲傳奇 THE ANIMATION 世界統合篇（威爾魯斯）

2019年
- 戀愛與謊言（真田莉莉奈的曾祖母）

### 網路動畫
- 宫河家的空腹（2013年，宮河日影的同學 等）
- 蠟筆小新外傳 妖怪與野原新之助（日语：クレヨンしんちゃん外伝 お・お・お・のしんのすけ）（2017年）

### 遊戲
1997年
- KOWLOON'S GATE -九龍風水傳-（日语：クーロンズゲート）（巫師）

1999年
- 魔劍X（凱蒂）

2001年
- 魔劍爻（凱蒂）

2002年
- 王國之心（烏蘇拉）

2003年
- 火影忍者 激鬥忍者大戰！2（大蛇丸）
- 火影忍者 木葉的忍者英雄們（大蛇丸）

2004年
- 王國之心 記憶之鍊（烏蘇拉）
- 火影忍者 激鬥忍者大戰！3（大蛇丸）
- NARUTO 木葉的忍者英雄們2（大蛇丸）
- 拉捷特與克拉克3（海加）

2005年
- 王國之心II（烏蘇拉）
- 闇影之心：來自新世界（瑪歐）
- 火影忍者 漩渦忍傳篇（大蛇丸）
- 火影忍者 激鬥忍者大戰！4（大蛇丸）

2006年
- 火影忍者最強忍者大戰4 DS（大蛇丸）
- 火影忍者 終極英雄攜帶版（大蛇丸）

2007年
- 今日大魔王！真魔國的假日（熊蜂女王）
- 銀魂 可吐槽動畫（日语：銀魂 万事屋ちゅ〜ぶ ツッコマブル動画）（登勢）
- 王國之心 Re:記憶之鍊（烏蘇拉）
- 火影忍者 終極覺醒2（大蛇丸）
- 火影忍者疾風傳 激闘忍者大戰！EX2（大蛇丸）

2008年
- CHAOS;HEAD（百瀨克子）
- 宵星傳奇（貝爾魯斯）
- 交響曲傳奇 -拉塔特斯克的騎士-（威爾魯斯）
- 火影忍者疾風傳 激闘忍者大戰！EX3（大蛇丸）
- 火影忍者疾風傳 最強忍者大集結 激鬥！！鳴人VS佐助（大蛇丸）
- 火影忍者疾風傳 忍列傳 II（大蛇丸）
- 幸運☆星 ～陵櫻學園 櫻藤祭～（日语：らき☆すた 〜陵桜学園 桜藤祭〜）（女性A、女性顧客、女性旁白、母親、播報員、電視的聲音〈女性〉）

2009年
- 火影忍者 終極風暴（大蛇丸）
- 火影忍者疾風傳 終極覺醒3（大蛇丸）
- 火影忍者疾風傳 忍列傳 III（大蛇丸）
- 幸運☆星 網路偶像名師（日语：らき☆すた ネットアイドル・マイスター）（女性配角群）

2010年
- 槍彈辯駁 希望學園與絕望高中生（大神櫻）
- 火影忍者 終極風暴2（大蛇丸）
- 火影忍者疾風傳 激闘忍者大戰！SPECIAL（大蛇丸）
- 火影忍者疾風傳 最強忍者大集結 激鬥！！鳴人VS佐助（大蛇丸）

2011年
- 日常〈宇宙人〉（老太婆）

2012年
- 王國之心 3D ［夢降深處］（烏蘇拉）
- 火影忍者疾風傳 終極風暴世代（大蛇丸）

2013年
- 銀魂大富翁（日语：銀魂のすごろく）（登勢）
- 槍彈辯駁1、2 Reload（大神櫻）
- 時空幻境 交響曲傳奇 同音包（日语：テイルズ オブ シンフォニア ユニゾナントパック）（韋硫斯）
- 火影忍者疾風傳 終極風暴3（大蛇丸）

2014年
- CHAOS;CHILD（百瀨克子）

2016年
- 碧藍幻想（妮妮[28]）
- Skullgirls 2nd Encore（塞赫麥特[29]）
- 火影忍者疾風傳 終極風暴4（大蛇丸[30]）

2017年
- （松代[31]）

2018年
- 銀魂亂舞（登勢）

2019年
- 鬼燈的冷徹～地獄益智隨你挑戰～（火車[32]）
- 哆啦A夢牧場物語（海倫）
- 伊蘇IX -Monstrum NOX-（瑪露葛特[33]）
- 勇者鬥惡龍 強敵對決（日语：ドラゴンクエスト ライバルズ）（葛蘭馬茲）

2020年
- 闇魂（[34]）

### CD
- （大嬸[35]）
- 今賀瞬 ～バーストマン（日语：バーストマン）  Vol.1～
- 金色女友 銀色女友（日语：金の彼女 銀の彼女）（犬屋敷愛怒歌[36]）
- 逮捕令 限定解除歌曲精選 DISC 1
- 槍彈辯駁 另一個故事CD ▽黑版△
- 槍彈辯駁 另一個故事CD △白版▽
- 魔術士歐菲 無謀篇（中年女子）
  - 廣播劇CD 宫河家的空腹 ～宮河日向的一天～（女性客）
  - 宫河家的空腹CD Hyadain與前山田健一作曲的原聲帶 由負責劇本統籌的待田堂子另編撰新的原創故事 還收錄了未播出的廣播節目特別版單元（ 等）
  - 幸運☆星 廣播劇CD (ドラマがコンプリートなディスク)（女性端）
- 流星皇子TOMMY

### 外語配音

#### 電影
- 鹿兄鼠弟（英语：The Adventures of Rocky and Bullwinkle）（法官〈琥碧·戈柏〉）
- 瘋狂盯梢令（英语：Another Stakeout）（盧·德拉諾〈凱西·莫拉蒂（英语：Cathy Moriarty）〉）※日本電視台版。
- 福祿雙霸天2000（英语：Blues Brothers 2000）（Buster Blues〈J. Evan Bonifant〉）
- 城市獵人（Martine[37]）
- 洛杉磯大逃亡（Hershe Las Palmas〈Pam Grier〉）※富士電視台版。
- 魔鬼剋星 (2016年電影)（帕蒂·托蘭〈萊絲莉·瓊斯〉）
- 恐怖旅舍第二站（英语：Hostel: Part II）（化妝師〈Lillian Malkina〉）※DVD版。
- 滴答屋（Hanchett太太〈Colleen Camp〉）
- 蟑螂總動員（英语：Joe's Apartment）（Blank〈Sandra Denton〉）
- 特攻聯盟2（Mother Russia〈Olga Kurkulina〉）
- 國家保安（英语：National Security (2003 film)）（Britney〈Leslie Jones〉）
- 極速風暴（英语：Rollerball (2002 film)） ※東京電視台版。
- 辣姐妹（英语：Set It Off (film)）（克莉奧佩特拉·“克莉奧”·西姆斯〈拉蒂法女皇〉）

#### 電視影集
- CSI犯罪現場（Lab指紋的鑑識人員／Jackie）
- 犯罪心理：嫌犯動機（Ellen Russel）
- 六人行（Charles Bing〈Kathleen Turner〉）
- 歡樂滿屋（鄰居）
- 勝利之歌

#### 動畫、布偶劇
- 家有阿貴（自行車親子）
- 蝙蝠俠智勇悍將（蒙戈）
- 阿德日記（英语：Doug (TV series)）（Tippi Dink〈Doris Belack〉）
- 羅雷司（Aunt Grizelda〈Elmarie Wendel〉）
- 神探加傑特
- 芝麻街（琥碧·戈柏的日語配音）

### 特攝影集
- 假面騎士鄂鬥（2001年，／的聲音）

### 電視劇
- 等待一年半（日语：一年半待て）
- 女相撲
- 怪談 KWAIDAN（日语：怪談 KWAIDAN）
- 終點站系列（日语：終着駅シリーズ）
- 任何人說不出來（日语：誰にも言えない）

### 真人電影
- Talking Head（日语：トーキング・ヘッド）

### 綜藝節目
富士電視台
- 漂流者大爆笑（日语：ドリフ大爆笑）（1987年）
- 志村大爆笑（1992年12月23日）
- （1996年8月9日）
- 志村健的傻瓜殿下（日语：志村けんのバカ殿様）－飾演内藤剛志（日语：内藤剛志）的女房、星的女王、腰元

其它電視台
- 獨家！女人的60分（日语：独占!女の60分）（朝日電視台）

### 電視節目
- （NHK教育）－星人
- （NHK教育）－阿銀的聲音
- 天才兒童MAX（NHK教育頻道）
  - 天才兒童劇場－的聲音
  - －老婆婆、住戶的聲音（第2話）

### 其它
- 幸運☆星 in 武道館 為你而唱（日语：らき☆すた in 武道館 あなたのためだから）

## 腳註

## 外部連結
- 鯨｜81 Produce （页面存档备份，存于） （日語）
- 鯨的X（前Twitter） （日語）